# HD 149681
HD 149681，又名BD+79 498，SAO 8527、HR 6173，是一颗恒星，视星等为5.56，位于銀經112.31，銀緯33.28，其B1900.0坐标为赤經16h 31m 17.3s，赤緯+79° 33.28′ 38″。